# 葛飾北秀
葛飾 北秀（かつしか ほくしゅう、生没年不詳）とは、江戸時代の浮世絵師。

## 来歴
葛飾北斎の門人。姓は貴島、名は経正。俗称は成一。江戸の人。葛飾の画姓を称し、如柳軒、如柳、戴藻舎と号す。葛飾北斎が戴斗と号した時期に門人になった者といわれる。作画期は文政から天保にかけてで、主に摺物や版本の挿絵を描いた。作には「貴島北秀成一」と署名したものや、北斎が使った「よしのやま」の印章を用いたものがある。

## 作品
- 『東海探語』一冊　美芳野山人作、文政4年（1821年）刊行。これには北斎も挿絵を描いている。
- 『絵入養生はなし』二冊　八隅立翁作、天保13年（1842年）刊行
- 『自画図式』　※絵手本の稿本、「天保十三年仲春」の年紀あり
- 「雪月花」　摺物　ベルリン国立アジア美術館所蔵　※天保年間
- 「七福神図」　絹本墨画淡彩　日本浮世絵博物館所蔵　※北斎ほかとの合作。北秀は蛭子（恵比寿）を描く。